# Cariniana domestica
Cariniana domestica là một loài thực vật có hoa trong họ Lecythidaceae. Loài này được (Mart.) Miers mô tả khoa học đầu tiên năm 1874.